# Svenska språköar i Finland

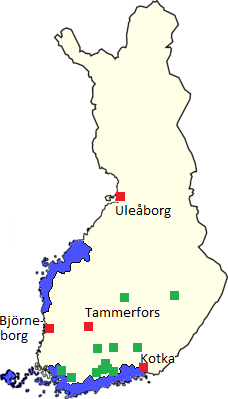
De svenska språköarnas geografiska lägen i Finland. De traditionella språköarna är namngivna och markerade i röd färg. De så kallade nya språköarna är markerade i grönt och av utrymmesskäl ej namngivna (En karta där samtliga orter är namngivna återfinns här:). I blått: Svenskfinland.

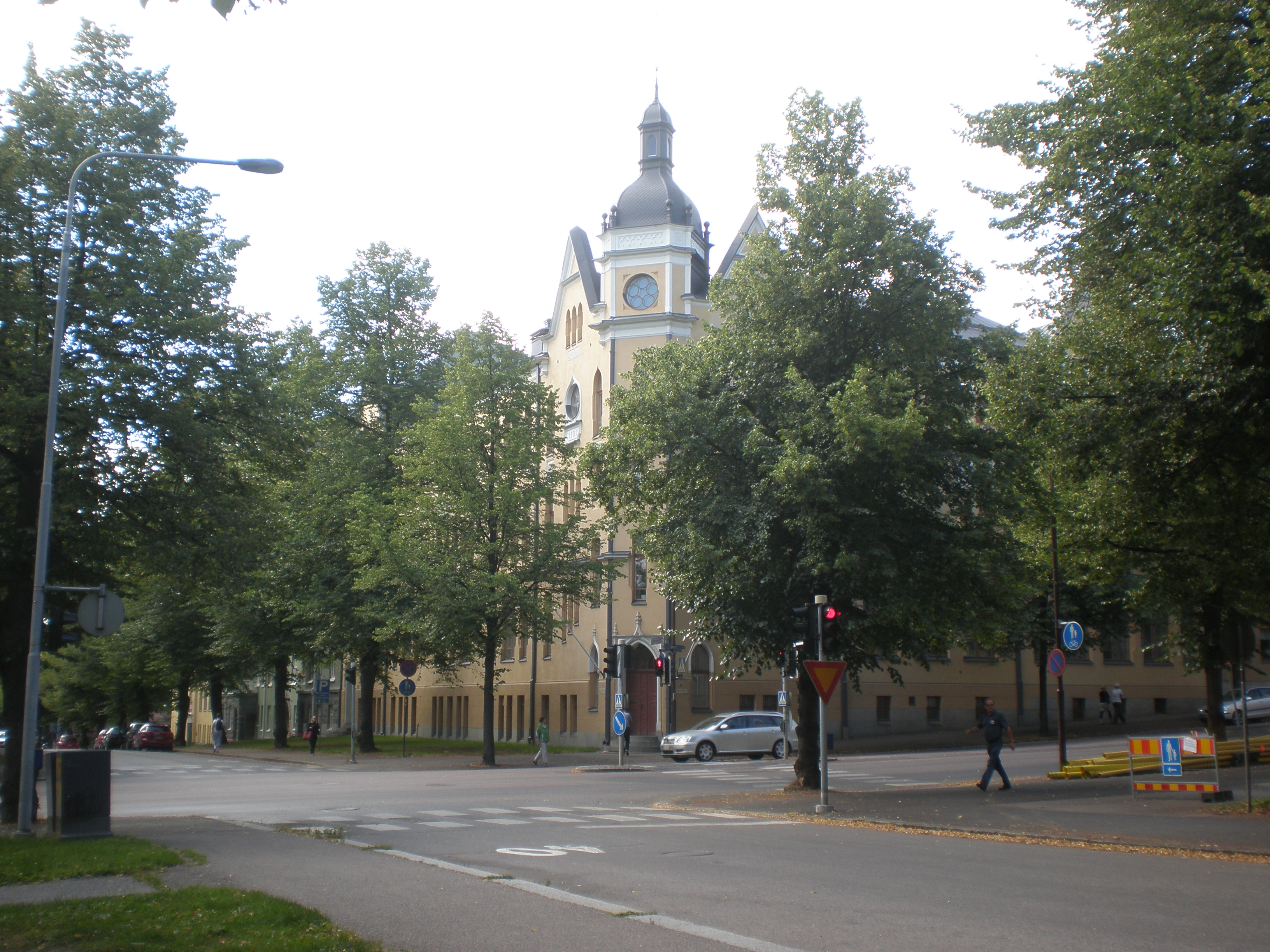
Svenska samskolan i Tammerfors. Den svenska skolan har en central roll för de svenska språköarna.

I ett finlandssvenskt sammanhang betyder vanligtvis begreppet svensk språkö en ort som juridiskt sett är enspråkigt finsk men som har en betydande svensk minoritet. Att orten i fråga har en svensk skola ses i regel som ett minimikrav för att orten skall betraktas som en svensk språkö.

## Översikt

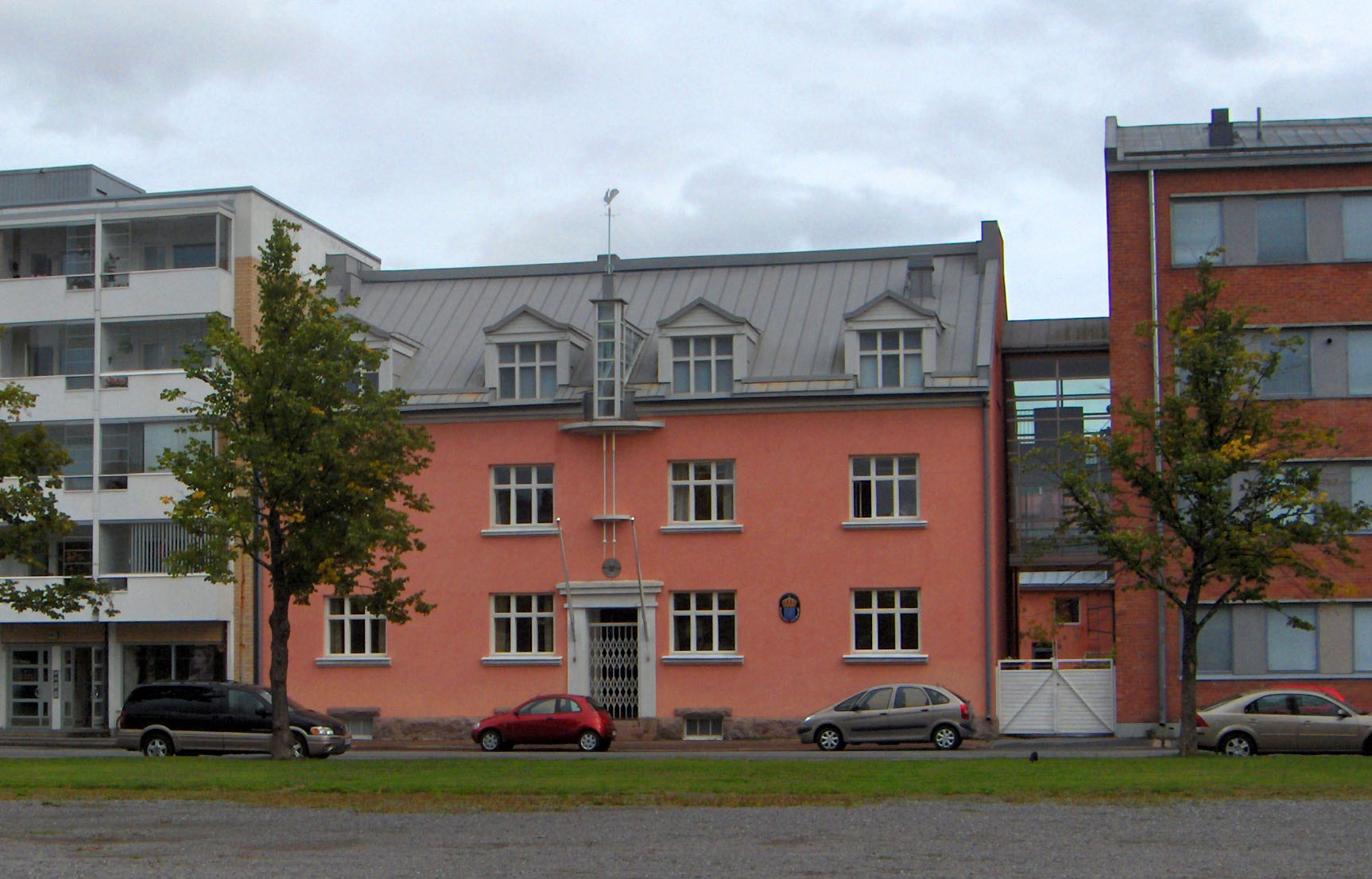
Björneborgs svenska samskola.

De fyra städerna Tammerfors, Kotka, Björneborg och Uleåborg ses som Finlands traditionella språköar, men svenska skolor finns i ytterligare tolv officiellt enspråkigt finska kommuner. De fyra traditionella språköarna har ett svenskt förvaltningsarv i kombination med tidigare industri, handel och migration vilket har lett till en bestående svenskspråkig befolkning på orterna. Minoriteten på dessa orter är stor nog att kunna upprätthålla en gemenskap med bland annat identitet, skola och fritidsaktiviteter och den språkliga infrastrukturen innebär att orten har ett svenskspråkigt utbildningssystem som täcker alla nivåer från daghem till gymnasium.
På samtliga språköar är finska emellertid det vanligaste umgängesspråket även på de svenska skolorna och en mycket stor andel av dessa skolors elever kommer ifrån finsk- eller tvåspråkiga hem vilket stundom orsakar pedagogiska problem. På exempelvis Björneborgs svenska samskola kom endast 5 % av eleverna ifrån enspråkigt svenska hem, år 2010 (jmfr språkbad). Kodväxling mellan svenska och finska är utbredd bland de svenskspråkiga på språköarna. En identitär skillnad mellan språköarna och Svenskfinland är att åtminstone eleverna på språköarna i högre grad ser sig själva som svenskspråkiga snarare än finlandssvenskar.
Andelen svenskspråkiga på språköarna har, i likhet med Finland som helhet, minskat under 1900-talet (se förfinskning). En fjärdedel av Uleåborgs invånare var svenskspråkiga 1879, år 1900 hade andelen minskat till bara 6 % och sedan 1979 uppgår de till bara omkring 300 personer. Kotkas svenskspråkiga befolkning har minskat från 16 % på 1890-talet (1920-talet 8 % och 1950-talet 3 %, idag ca 1 %). I början av 1900-talet var lite mer än 5,5 % av Tammerfors befolkning svenskregistrerade . Även Björneborg har följt denna utveckling.

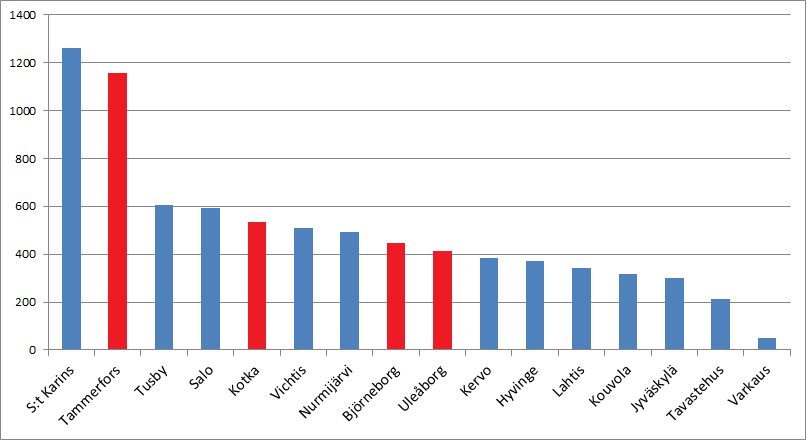
Antal svenskspråkiga i de svenska språköarna i Finland, i absoluta tal. De så kallade traditionella språköarna har markerats i röd färg. Källa:

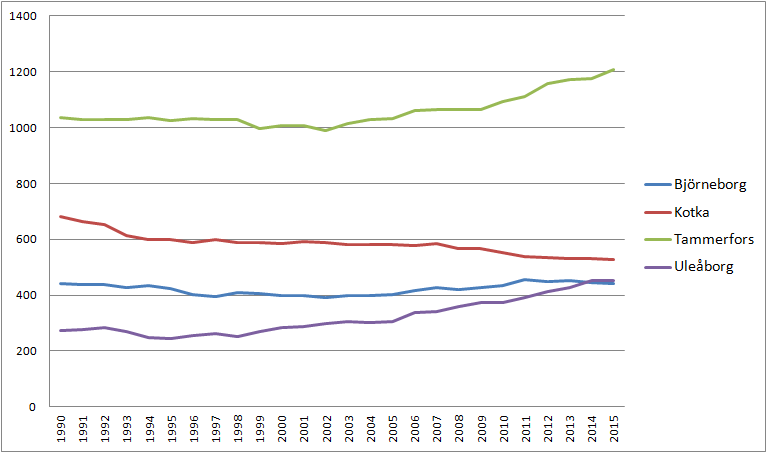
Utveckling av antalet svenskregistrerade på de traditionella svenska språköarna, under perioden 1990-2015. (Källa: Statistikcentralen)

| Stad       | Antal svenskspråkiga | Total folkmängd (2021) | Andel svenskspråkiga |
| ---------- | -------------------- | ---------------------- | -------------------- |
| Tammerfors | 1 321                | 244 223                | 0,54 %               |
| Kotka      | 495                  | 51 241                 | 0,96 %               |
| Björneborg | 477                  | 83 482                 | 0,57 %               |
| Uleåborg   | 474                  | 209 551                | 0,22 %               |

### Före detta språköar
Viborg i Karelen var en svensk språkö fram till andra världskriget då staden överläts till Sovjetunionen. Även Torneå var under senare hälften av 1700-talet en språkö efter att ha genomgått en kraftig försvenskning, främst beroende på intensiva handelsförbindelser med Stockholm; hantverkarna och borgarna var vid denna tid svenskspråkiga, även om det så kallade småfolket fortsatt var finskspråkigt.

### S:t Karins
Bland språköarna intar S:t Karins en särställning på grund av sin höga andel svenskspråkiga. Därför pågår nu (2015) en diskussion om huruvida svenskan ska bli ett officiellt språk i staden på frivillig väg. Det huvudsakliga argumentet som framförts mot att göra svenskan ett officiellt språk är ökade kostnader.

## Nya språköar
| Ort        | Antal svenskspråkiga | Total folkmängd (2021) | Andel svenskspråkiga |
| ---------- | -------------------- | ---------------------- | -------------------- |
| S:t Karins | 1 664                | 35 497                 | 4,68 %               |
| Tusby      | 572                  | 39 718                 | 1,44 %               |
| Salo       | 592                  | 51 400                 | 1,15 %               |
| Vichtis    | 490                  | 29 239                 | 1,67 %               |
| Nurmijärvi | 542                  | 44 127                 | 1,22 %               |
| Kervo      | 464                  | 37 232                 | 1,24 %               |
| Hyvinge    | 431                  | 46 880                 | 0,91 %               |
| Lahtis     | 505                  | 120 027                | 0,42 %               |
| Kouvola    | 288                  | 80 454                 | 0,35 %               |
| Jyväskylä  | 293                  | 144 473                | 0,20 %               |
| Tavastehus | 252                  | 67 971                 | 0,37 %               |
| Varkaus*   | 41                   | 19 973                 | 0,20 %               |

Svenska skolan i Varkaus var nedläggningshotad och stängdes 2019..

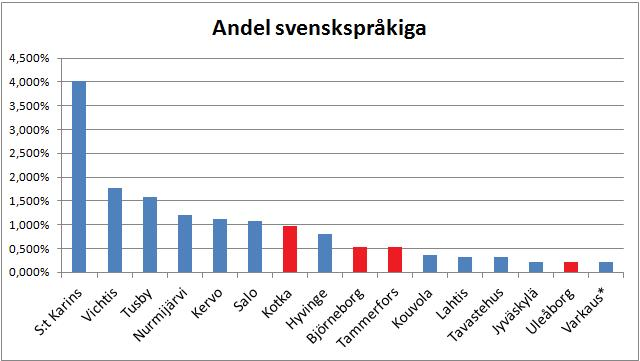
Andel svenskspråkiga på de svenska språköarna i Finland. De traditionella språköarna är markerade i rött medan de s.k. nya språköarna i blått. Källa:

## Språkprov
Tammerforsdialekt inspelat år 2005. Se filens info för transkribering. 
Pyttisdialekt inspelat år 1973 av Anton Falk.